# István Gulyás
István Gulyás (ur. 13 lub 14 października 1931 w Peczu, zm. 31 lipca 2000 w Budapeszcie) – węgierski tenisista, reprezentant w Pucharze Davisa.

## Kariera tenisowa
Największym sukcesem w karierze Gulyása jest awans do finału międzynarodowych mistrzostw Francji (obecnie French Open), gdzie poniósł porażkę w spotkaniu o tytuł z Tonym Rochem (Węgier zgodził się na opóźnienie meczu finałowego o dobę, aby Australijczyk wyleczył kontuzję kostki).
W latach 1958–1971 reprezentował Węgry w Pucharze Davisa. Rozegrał przez ten czas w reprezentacji 61 meczów, z których w 34 zwyciężył.

### Finały w turniejach wielkoszlemowych

#### Gra pojedyncza (0–1)
| Końcowy wynik | Nr | Data           | Turniej                     | Nawierzchnia | Przeciwnik | Wynik finału  |
| ------------- | -- | -------------- | --------------------------- | ------------ | ---------- | ------------- |
| Finalista     | 1. | 5 czerwca 1966 | French Championships, Paryż | Ceglana      | Tony Roche | 1:6, 4:6, 5:7 |